# Bergbauwanderweg Bochum-Süd

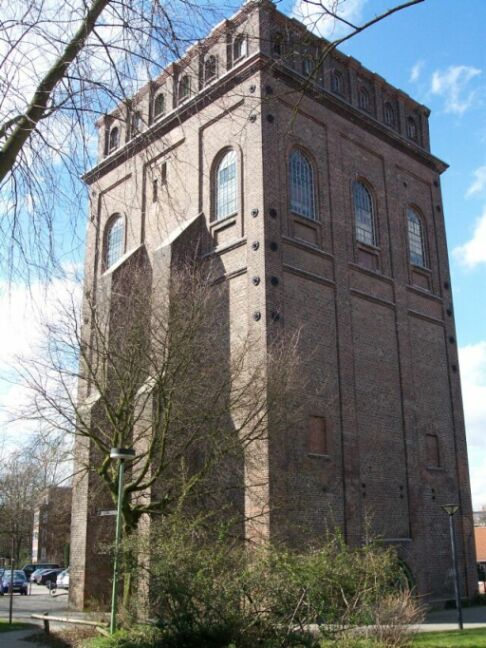
Zeche Julius-Philipp

Der Bergbauwanderweg Bochum-Süd ist ein Rundwanderweg im  Gebiet von Bochum-Stiepel, der verschiedene bergbauhistorische Stätten aus der Frühzeit der Kohleförderung des Ruhrgebiets miteinander verbindet.

## Beschreibung
Der historische Bergbauwanderweg „Bochum-Süd“ mit einer Gesamtlänge von  22 Kilometern kann im Lottental bei der ehemaligen Zeche Klosterbusch (Station 5) begonnen werden; er führt am Kemnader See und am Leinpfad an der Ruhr entlang bis zur Koster Brücke. Von hier aus wird der „kleine“ Bergbaurundweg „Am Bliestollen“ (etwa sechs Kilometer) erreicht, der nach Norden bis zur Kemnader Straße und von dort aus über Haarkampstraße/Blankensteiner Straße zurück zur Koster Brücke begangen werden kann. Dieser Rundweg verbindet die beiden Zechen Carl Friedrichs Erbstolln und Bockhauser Tiefbau.
Über die Kemnader Straße / Sandfuhrstraße /  Königsallee / Markstraße / Baumhofstraße / Eichenweg erreicht der Bergbauwanderweg „Bochum-Süd“ vorbei an den ehemaligen Zechen Glücksburg, Julius Philipp, Hagensieperbank auf der Trasse der „Glücksburger Pferdebahn“ wieder das Lottental.
Im Jahre 1986 beauftragte die Bezirksvertretung für den Stadtbezirk Bochum-Süd das Institut für Markscheidewesen der Westfälischen Berggewerkschaftskasse Bochum in Verbindung mit der Unteren Denkmalbehörde und dem Grünflächenamt der Stadt Bochum den historischen Bergbau im Bochumer Süden einer breiten Öffentlichkeit zugänglich zu machen.

## Sehenswürdigkeiten
Der Bergbauwanderweg führt zu 33 Stätten und Objekten der Bergbaugeschichte, die vor Ort mit informativen Schautafeln erläutert werden.
1. Zeche Glücksburg, Schacht Anna (Maschinenhaus, Eichenweg 17)
2. Schiebeweg - Pferdeschleppbahn
3. Zeche Glücksburg, Stollenbetrieb
4. Zeche Julius Philipp Erbstollen
5. Zeche Klosterbusch - Gew. Ver. Klosterbusch -
6. Stollenbetrieb Hagensieperbank
7. Vereinigte Gibraltar Erbstollen
8. Flözaufschluss am Zechengebäude der ehemaligen Zeche Gibraltar.
9. Kohlenniederlage der Stollenzeche Schiffsruder
10. Schmiede Kamplade
11. Steinkohlenzeche Vereinigte Pfingstblume
12. Blankensteiner Ruhrschleuse
13. Leinpfad
14. Koster Brücke
15. Sanct Georgen Erbstollen von 1773
16. Treue tiefer Stollen (vor 1700) und Diebitsch Stollen (1846)
17. Erbstolln Sanct Mathias II (1852)
18. Carl Friedrich’s Erbstolln Schacht 1 und 2
19. Steinkohlenzeche Sternberg
20. Bergbau-Dampfhaspelbahn von Carl Friedrich’s Erbstollen
21. Steinkohlenzeche Carl Friedrich’s Erbstollen - Maschinenschacht
22. Sanct Georgen Oberstollen von 1780
23. Steinkohlenzeche Preußischer Zepter - Maschinenschacht
24. Steinkohlenzeche Preußischer Zepter
25. Brockhauser Tiefbau, Malakoffturm
26. Alte Stollen um 1700
27. Pferdeschleppbahn
28. Stollen von Stiepel (Bleierz) von 1863
29. Lichtloch aus Carl Friedrich’s Erbstollen, Flöz Sanct Georg IV von 1828.
30. Treue Oberstolln von 1756
31. Tagebau Silberkuhle (Bleierz)
32. Ignatius tiefer Stollen, 1831
33. Ignatius Oberstollen, vor 1755